# Ouratea hexasperma
Ouratea hexasperma är en tvåhjärtbladig växtart som först beskrevs av A. St.-hil., och fick sitt nu gällande namn av Henri Ernest Baillon. Ouratea hexasperma ingår i släktet Ouratea och familjen Ochnaceae. Inga underarter finns listade i Catalogue of Life.

## Bildgalleri

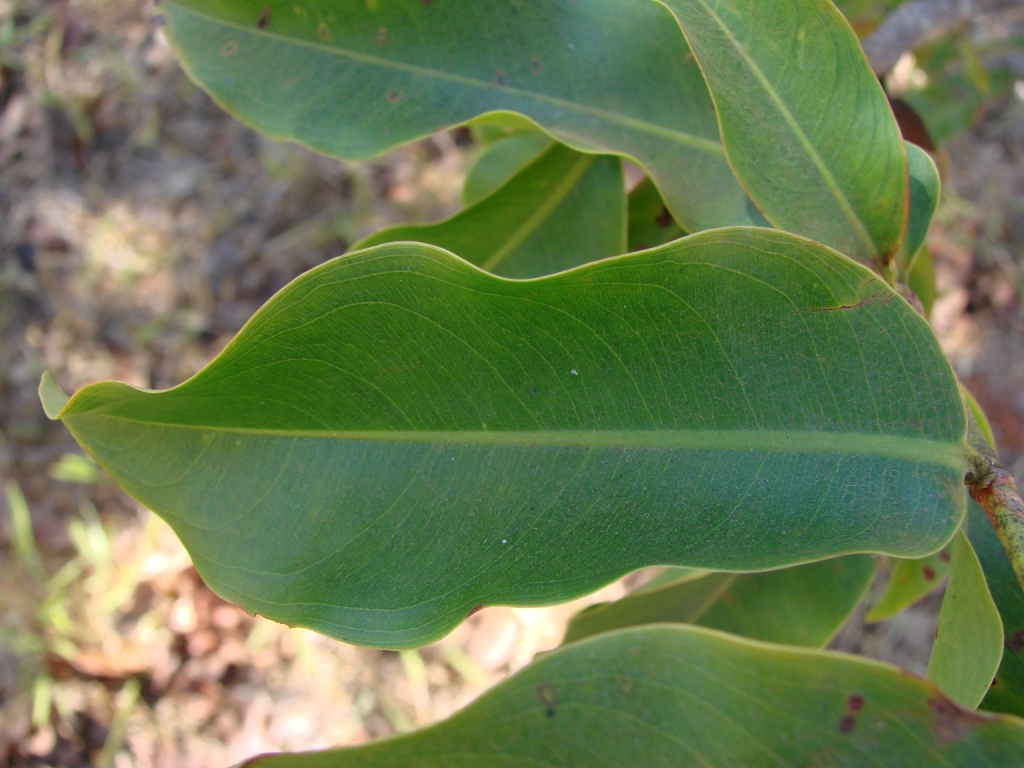
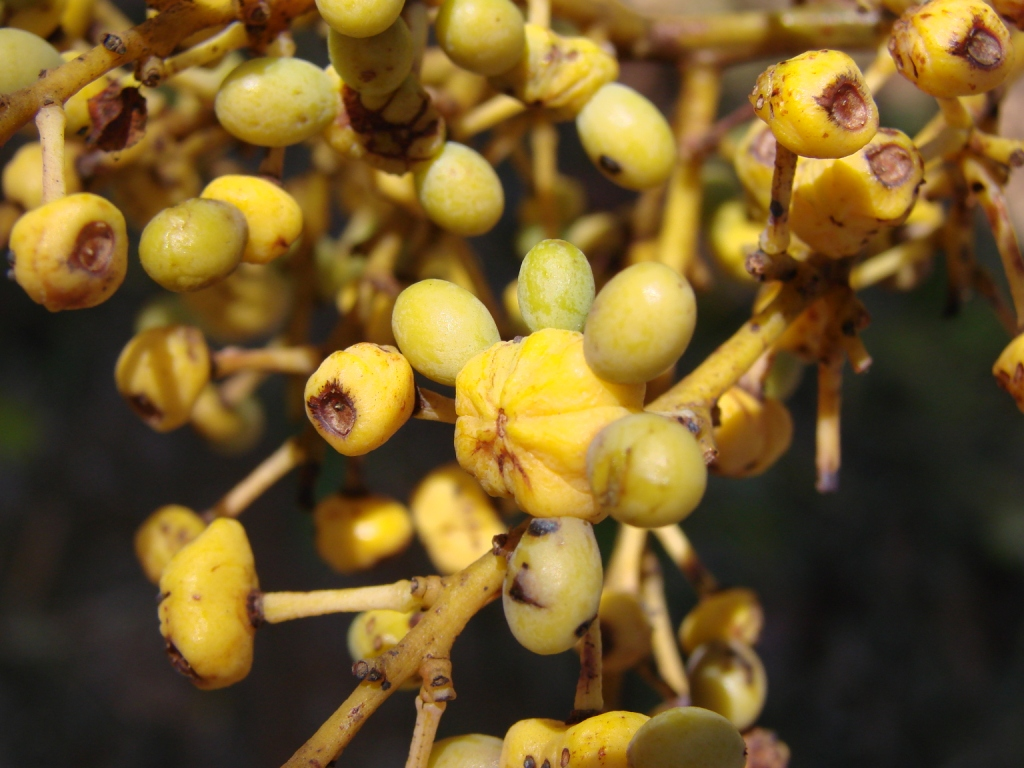
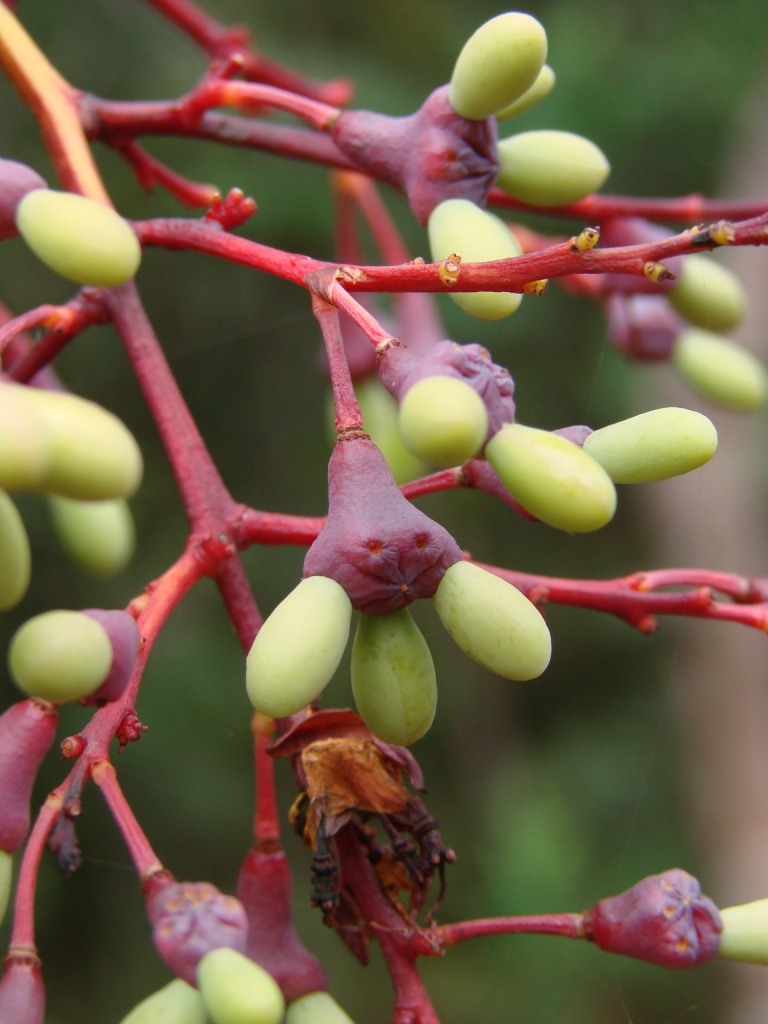
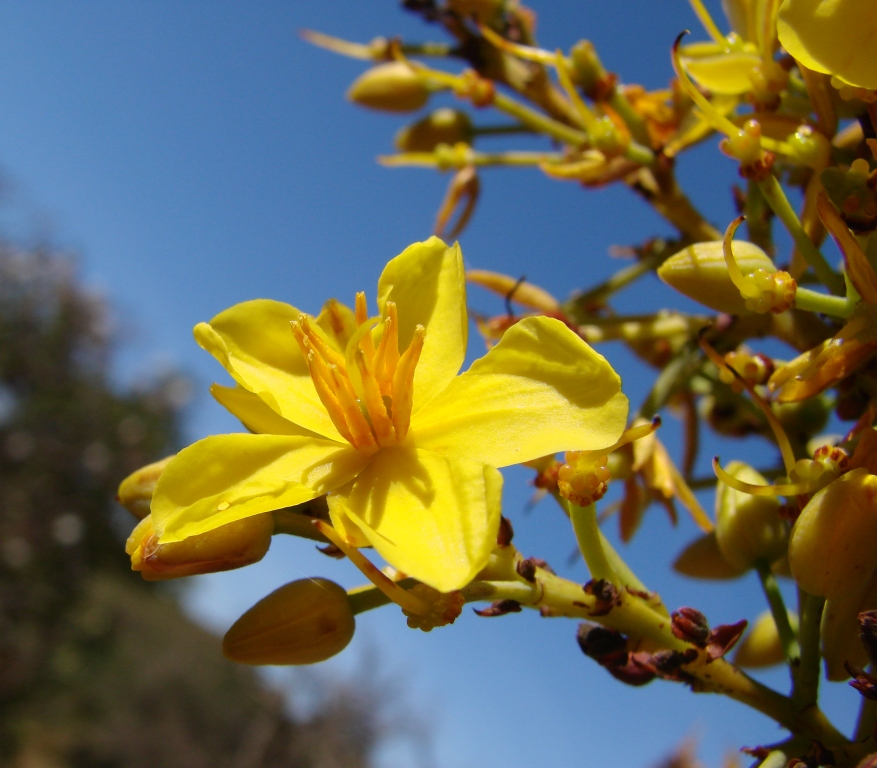